# Fátima Diame
Fátima Diame Diame (Valencia, 22 de septiembre de 1996) es una atleta española especializada en salto de longitud y triple salto. Ganó dos medallas de bronce en el Campeonato Mundial de Atletismo en Pista Cubierta, en los años 2024 y 2025.

## Trayectoria deportiva
Fátima Diame nació en Valencia, dentro de una familia de origen senegalés.
Ganó una medalla de bronce en la categoría de salto de longitud en el Campeonato Europeo Juvenil de Atletismo en 2015.
Representó a España en el Campeonato Mundial de Atletismo de 2017, donde no pudo alcanzar la final. En 2018 obtuvo dos medallas de bronce en los Juegos Mediterráneos de 2018 celebrados en Tarragona, en las categorías de triple salto y salto de longitud.
En 2023 alcanzó la sexta plaza en el Campeonato del Mundo con un salto de 6,82 m, igualando su mejor marca de todos los tiempos.
En 2024 consiguió la medalla de bronce en el Campeonato Mundial de Atletismo en Pista Cubierta con una marca de 6,78 m, su mejor marca de todos los tiempos en pista cubierta. En verano consiguió una plaza de finalista en el Campeonato de Europa, pero no pudo entrar en la final de los Juegos Olímpicos.
En 2025, pese a una lesión que la obligó a cambiar su pierna de batida, consiguió la quinta plaza en el Campeonato Europeo en Pista Cubierta y la medalla de bronce en el Mundial de Nanjing, también en pista cubierta. Al aire libre formó parte del equipo español en el Campeonato de Europa por Equipos donde, con problemas de talonamiento, no pudo pasar de la octava plaza en su prueba.

## Palmarés internacional
| Campeonato Mundial en Pista Cubierta | Campeonato Mundial en Pista Cubierta | Campeonato Mundial en Pista Cubierta | Campeonato Mundial en Pista Cubierta | Campeonato Mundial en Pista Cubierta |
| Año                                  | Lugar                                | Medalla                              | Prueba                               | Marca                                |
| ------------------------------------ | ------------------------------------ | ------------------------------------ | ------------------------------------ | ------------------------------------ |
| 2024                                 | Glasgow (Reino Unido)                | Medalla de bronce                    | Salto de longitud                    | 6,78 m                               |
| 2025                                 | Nankín (China)                       | Medalla de bronce                    | Salto de longitud                    | 6,72 m                               |

## Competiciones internacionales
| Representando España | Representando España                 | Representando España | Representando España | Representando España | Representando España |
| Año                  | Competición                          | Sede                 | Puesto               | Prueba               | Marca                |
| -------------------- | ------------------------------------ | -------------------- | -------------------- | -------------------- | -------------------- |
| 2013                 | Campeonato del Mundo Juvenil         | Donetsk              | 13.ª (c.)            | Salto de longitud    | 5,98 m               |
| 2014                 | Campeonato del Mundo Junior          | Eugene               | 15.ª (c.)            | Salto de longitud    | 6,00 m               |
| 2015                 | Campeonato de Europa Junior          | Eskilstuna           | Medalla de bronce    | Salto de longitud    | 6,55 m               |
| 2016                 | Campeonato Mediterráneo Sub-23       | Radès                | 6.ª                  | Salto de longitud    | 5,94 m               |
| 2017                 | Campeonato de Europa Sub-23          | Bydgoszcz            | 23ª (c.)             | Salto de longitud    | 6,03 m               |
| 2017                 | Campeonato de Europa Sub-23          | Bydgoszcz            | 5.ª                  | Triple salto         | 13,60 m              |
| 2017                 | Campeonato del Mundo                 | Londres              | 25.ª (c.)            | Triple salto         | 13,36 m              |
| 2018                 | Campeonato Mediterráneo Sub-23       | Jesolo               | Medalla de plata     | Salto de longitud    | 6,15 m               |
| 2018                 | Campeonato Mediterráneo Sub-23       | Jesolo               | Medalla de oro       | Triple salto         | 13,82 m              |
| 2018                 | Juegos Mediterráneos                 | Tarragona            | Medalla de bronce    | Salto de longitud    | 6,68 m               |
| 2018                 | Juegos Mediterráneos                 | Tarragona            | Medalla de bronce    | Triple salto         | 13,92 m              |
| 2018                 | Campeonato de Europa                 | Berlín               | 22.ª (c.)            | Salto de longitud    | 6,24 m               |
| 2018                 | Campeonato Iberoamericano            | Trujillo (Perú)      | Medalla de bronce    | Salto de longitud    | 6,51 m               |
| 2019                 | Campeonato Europeo en Pista Cubierta | Glasgow              | 9.ª (c.)             | Salto de longitud    | 6,46 m               |
| 2019                 | Campeonato Europeo por Equipos       | Bydgoszcz            | 4.ª                  | Salto de longitud    | 6,62 m               |
| 2021                 | Campeonato Europeo en Pista Cubierta | Toruń                | 7.ª                  | Salto de longitud    | 6,47 m               |
| 2021                 | Juegos Olímpicos                     | Tokio                | 21.ª (c.)            | Salto de longitud    | 6,32 m               |
| 2022                 | Campeonato Mundial en Pista Cubierta | Belgrado             | 7.ª                  | Salto de longitud    | 6,71 m               |
| 2022                 | Campeonato Iberoamericano            | La Nucía             | Medalla de oro       | Salto de longitud    | 6,65 m               |
| 2022                 | Campeonato Mundial                   | Eugene               | 16.ª (c.)            | Salto de longitud    | 6,54 m               |
| 2023                 | Campeonato Europeo en Pista Cubierta | Estambul             | 10.ª (c.)            | Salto de longitud    | 6,48 m               |
| 2023                 | Juegos Europeos                      | Chorzów              | 3.ª                  | Salto de longitud    | 6,56 m               |
| 2023                 | Campeonato Mundial                   | Budapest             | 6.ª                  | Salto de longitud    | 6,82 m =             |
| 2024                 | Campeonato Mundial en Pista Cubierta | Glasgow              | Medalla de bronce    | Salto de longitud    | 6,78 m               |
| 2024                 | Campeonato de Europa                 | Roma                 | 8.ª                  | Salto de longitud    | 6,69 m               |
| 2024                 | Juegos Olímpicos                     | París                | 15.ª (c.)            | Salto de longitud    | 6,52 m               |
| 2025                 | Campeonato Europeo en Pista Cubierta | Apeldoorn            | 5.ª                  | Salto de longitud    | 6,73 m               |
| 2025                 | Campeonato Mundial en Pista Cubierta | Nankín               | Medalla de bronce    | Salto de longitud    | 6,72 m               |
| 2025                 | Campeonato Europeo por Equipos       | Madrid               | 8.ª                  | Salto de longitud    | 6,68 m               |

1. ↑  Aunque fue 3.ª en la prueba de Primera División, no obtuvo medalla porque otra atleta consiguió mejor marca en divisiones inferiores

## Marcas personales
| Prueba            | Marca | Viento | Lugar     | Fecha                 |
| ----------------- | ----- | ------ | --------- | --------------------- |
| 60 metros         | 7.39  | pc     | Valencia  | 15 de febrero de 2014 |
| Salto de longitud | 6,82  | + 2,0  | Castellón | 29 de junio de 2021   |
| Triple salto      | 14,17 | pc     | Madrid    | 12 de febrero de 2022 |